# Cement
|  | No s'ha de confondre amb Ciment dental. |

El cement és la capa superficial de la rel de la dent. Està unida a l'os alveolar (C) per les fibres del lligament periodontal i a la geniva per les fibres gingivals (H).

El cement (en Terminologia Anatomica llatina, cementum) és una substància calcificada especialitzada que cobreix l'arrel d'una dent. És la part del periodonci que uneix les dents a l'os alveolar ancorant el lligament periodental

## Desenvolupament
El cement dental és excretat per part de cèl·lules anomenades cimentoblasts dins la rel de la dent i és més gruixut a l'àpex de la rel. Aquests cimentoblasts es desenvolupen a partir de cèl·lula mesenquinmal indiferenciada en el teixit connectiu del fol·licle dental o sac.
Al contrari que en els ameloblasts i odontoblasts, molts cimentoblasts esdevenen atrapats en el ciment que produeixen, esdevenint cimentocits.
El cement és capaç de d'autoreparar-se en un grau limitat i en condicions normals no es reabsorbeix.

## Característiques
El cement és lleugerament més tou que la dentina i consta d'un 45% a un 50% en pes de material inorgànic (hidroxilapatita) i d'un 50% a un 55% dematèria orgànica i aigua. La porció orgànica és principalment col·lagen i polisacàrids proteïnics. El cement no té vasos conductors (avascular), rep els nutrients a través de les seves pròpies cèl·lules que envolten el lligament periodental.
El cement és de color groc clar i lleugerament d'un color més clar que la dentina. Té el contingut en fluor més lat d'entre qualsevol teixit mineralitzat. El cement també és permeable a molts materials. Es forma de manera contínua al llarg de la vida i una nova capa de cement es diposita amb l'edat.

### Tipus
Hi ha dos tipus de cement: acel·lular i cel·lular i les fibres poden ser intrínseques o extrínseques, resultant en quatre possibles permutacions; el primer cement que es forma durant el desenvolupament de la dent és acel·lular i de fibra extrínseca.

## Patologia
- Hi pot haver alguna reabsorció de la rel.
- La cementació excessiva es diu hipercementosi.[7]
- Quan la recessió de les genives exposa el ciment dental pot provocar hipersensibilitat dental.[8]
- La càries del cement pot provocar la pèrdua de la dent.[8]
- Els cementicles són cossos mineralitzats.[2][9]
- Esferes de cement que semblen perles d'esmalt poden interferir en el tractament periodental[2]

### Estudis d'ADN
Un estudi arqueològic de 2010 ha trobat que el cement té cinc vegades la quantitat d'ADN mitocondrial si es compara amb la dentina la qual és la que comunament es mostreja. Les dents s'utilitzen cada vegada més com una font d'ADN nuclear per ajudar a la identificació de restes humanes. L'extracció d'ADN i els resultats de l'anàlisi genètica a partir del teixit són extremadament variables i, en certa manera impredictibles. No obstant això, la quantitat d'ADN disponible a la dentina es veu afectada per l'edat i les malalties dentals, mentre que en el ciment no ho està.